# Jodid molybdenatý
Jodid molybdenatý je anorganická sloučenina se vzorcem MoI2, vytvářející černé krystaly.

## Příprava
Jodid molybdenatý je možné získat reakcí bromidu molybdenatého a jodidu lithného:
[Mo6Br8]Br4 + 12 LiI → [Mo6I8]I4 + 12 LiBr
Další možností je rozklad jodidu molybdenitého za nepřítomnosti vzduchu při teplotě 100 °C:
6 MoI3 → [Mo6I8]I4 + 3 I2

## Vlastnosti
Jodid molybdenatý je černá, na vzduchu stálá, pevná látka, nerozpustná ve většině rozpouštědel.